# MC Solaar (album)
Albums de MC Solaar
Paradisiaque
(1997) Le Tour de la question
(1998)
MC Solaar est un album de MC Solaar sorti en juillet 1998.

## Contexte
Ce disque marque la fin de la collaboration entre MC Solaar et son label Polydor. À la suite de divergences croissantes, l’artiste souhaite se libérer de son contrat, qu’il juge défavorable, en livrant ses deux derniers albums en une seule fois sous la forme d’un double album. Ce projet, qui devait regrouper Paradisiaque (1997) et un second volet comprenant des titres complémentaires, doit lui permettre de clore rapidement ses obligations contractuelles,.
Mais Polydor rejette cette idée, et un compromis est trouvé : publier les deux disques à trois mois d’intervalle. Malgré cet accord, le second album sort finalement un an plus tard, en juillet 1998, sans promotion et au grand mécontentement de l’artiste,. MC Solaar estime que Polydor n’a pas respecté ses engagements et saisit les prud’hommes en septembre 1997.
En 2002, la cour d’appel de Paris prononce la résiliation du contrat entre MC Solaar et Universal Music, décision confirmée par la Cour de cassation en 2004,. Cette résiliation entraîne l'interdiction pour le label d'exploiter les enregistrements de MC Solaar. Toutefois, les bandes originales restent sous la garde d’Universal, rendant les quatre premiers albums de l'artiste indisponibles pendant plus de vingt ans,.
MC Solaar est réédité le 3 décembre 2021 au sein de l'album Paradisiaque, respectant le souhait d'origine de l'artiste.

## Liste des titres
| No  | Titre                           | Durée |
| --- | ------------------------------- | ----- |
| 1.  | Onzième commandement            | 3:21  |
| 2.  | Galaktika                       | 3:08  |
| 3.  | La cinquième saison             | 3:57  |
| 4.  | Perfect                         | 3:43  |
| 5.  | Les songes                      | 1:22  |
| 6.  | La vie n'est qu'un moment       | 4:00  |
| 7.  | Vigipirap                       | 3:29  |
| 8.  | Message de l'ange               | 4:28  |
| 9.  | Nouvelle genèse                 | 3:27  |
| 10. | Je me souviens                  | 3:36  |
| 11. | L'argent ne fait pas le bonheur | 2:58  |